# Niederhofen (Allmendingen)
Niederhofen ist ein Ortsteil der Gemeinde Allmendingen im Alb-Donau-Kreis in Baden-Württemberg. Im Zuge der Gemeindegebietsreform in Baden-Württemberg wurde am 1. Januar 1974 die Gemeinde Niederhofen zu Allmendingen eingemeindet.
Das Dorf liegt circa drei Kilometer östlich von Allmendingen. Niederhofen ist über die Kreisstraße K 7413 zu erreichen.

## Geschichte
Niederhofen wird im 11. Jahrhundert erstmals überliefert. 1303 ist Konrad von Niederhofen als Lehensmann der Grafen von Berg erwähnt. Zunächst war Niederhofen Teil der Herrschaft der Grafen von Berg, später von Österreich und den von Berg-Öpfingen und vom 16. Jahrhundert an den von Freyberg-Öpfingen.
Der ritterschaftliche Ort kam 1805 an Württemberg und gehörte zunächst zum Patrimonial-Obervogteiamt Opfingen, das 1809 die Fürsten von Thurn und Taxis kauften. Der Ort kam erst bei der Aufhebung der fürstlichen Patrimonialverwaltung 1849 endgültig unter unmittelbare Zuständigkeit des Oberamts Ehingen. Vermutlich 1811 entstand die Schultheißerei Niederhofen mit Pfraunstetten und Schwörzkirch.